# Оттон де ла Рош
Оттон де ла Рош, или Отто де ла Рош (фр. Otho de la Roche; ? — до 1234) — бургундский дворянин из замка Ла Рош-сюр-л’Оньон во Франш-Конте, Ригни, Ду. Участник Четвертого крестового похода в 1204 году, первый герцог Афинский.

## Биография

### Ранние годы

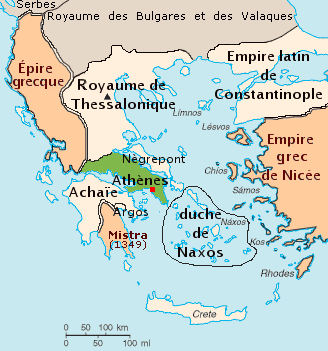
Герцогство Афинское в 1204 году.

Летописец Альберик из Труа-Фонтен писал, что Оттон был сыном «титулованной особы Понса из Ла Рош в Бургундии» . Топоним «Ла Рош» является неопределенным, поскольку под Бургундией в данной цитате могло подразумеваться как графство Бургундия, так и все герцогство Бургундия. Ла-Рош-сюр-Л’Оньон (близ нынешнего Вениза во Франш-Конте) более других подходит на роль родины семьи Оттона.
В составе Четвёртого крестового похода Оттон в 1203 году прибыл к стенам Константинополя. В то время входил в Шестую дивизию крестоносцев, образованной из уроженцев Бургундии . Крестоносцы захватили Константинополь 12 апреля 1204 года. После этого они начали завоевание византийских владений под командованием Балдуина IX Фландрского, который был избран первым императором Латинской империи.
Распределение завоеванных земель привело к конфликтам среди лидеров крестоносцев. Бонифаций I Монферратский — один из самых влиятельных лидеров — даже осадил Адрианополь, недавно захваченный императором Балдуином. Для того, чтобы достичь соглашения, другие командиры крестоносцев начали переговоры с Бонифацием. Жоффруа Виллардуэн писал, что Оттон де ла Рош являлся одним из четырёх «главных советников»  Бонифация в ходе переговоров.
Соглашение о разделе Византийской империи было достигнуто в октябре 1204 года. Претензии Бонифация на западные области бывшей империи были негласно признаны. В ноябре он пошел на завоевание Фессалии, Беотии и Аттики, передав впоследствии эти регионов своим генералам. Оттону де ла Рош он дал Афины. Вполне возможно, Оттон также получил от Бонифация Фивы, хотя историк Жан Лоньон утверждал, что Бонифаций предоставил Фивы Альбертино и Роландино Каносса после завоевания города.

### Герцог Афинский

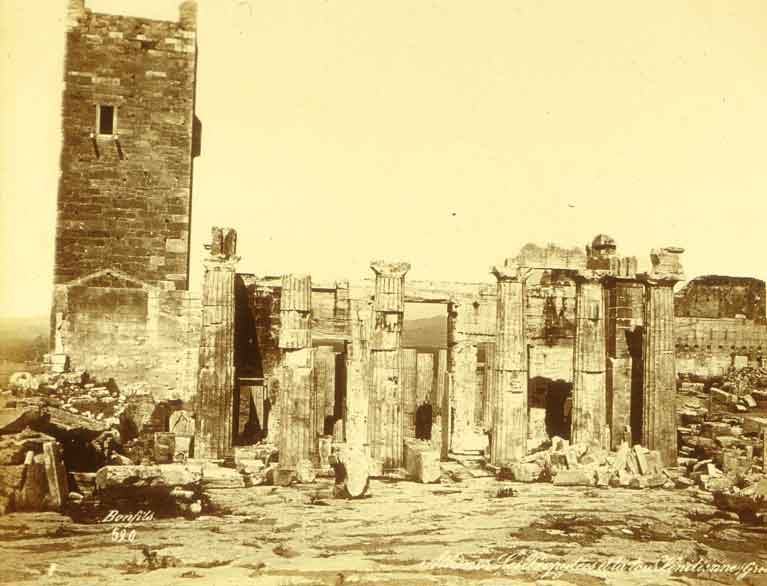
«Франкская башня» (слева) Акрополя в Афинах, построенная, вероятно, по инициативе Оттона. В 1875 году она была разрушена.

Оттон де ла Рош принял титул мегаскира (μεγασκύρ), или великого сеньора Афинского. Существует неопределенность в том, когда и как он приобрел титул герцога. «Морейская хроника» утверждает, что титул был дарован королём Людовиком IX около 1259 года преемнику Оттона, Ги I. Однако в некоторых официальных документах после 1260 года, в том числе в письме папы Иннокентия III, уже Оттон именуется герцогом.
Оттон укрепил фортификационные сооружения Акрополя. По данным Лоньона, он возвел квадратную башню у главного входа в цитадель. Оттон поддерживал влияние латинской церкви в своих владениях. Он имел хорошие отношения с цистерцианским аббатство Бельво в Бургундии и передал монахам во владение обитель Дафни.
После внезапной смерти Бонифация Монферратского в сентябре 1207 года многие из бывших вассалов Бонифация вступили в заговор против нового императора, Генриха Фландрского. Оттон остался верен императору, что стоило ему Фив, захваченных Альбертино Каносса (если верить, что Фивы до того находились во власти Оттона).

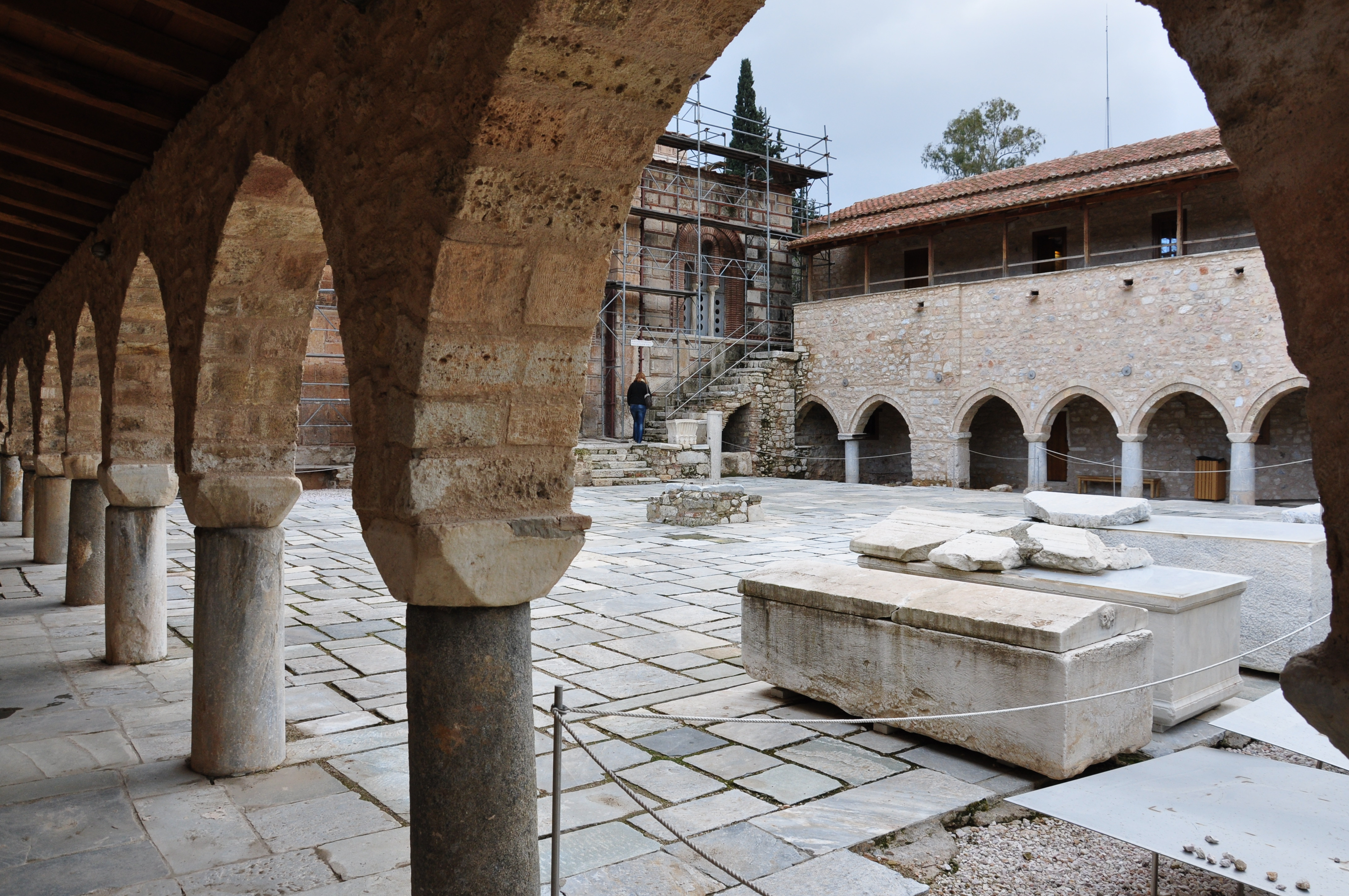
Монастырь Дафни, переданный Оттоном монахам-цистерцианцам из Бургундии в 1207 году.

В конце 1208 года Оттон женился.
В мае 1209 года император Латинской империи Генрих I созвал свой первый парламент в городе Равенника. Оттон и его близкий соратник Жоффруа I де Виллардуэн одними из первых показали свою лояльность к императору. 2 мая 1210 года на втором парламенте два барона ратифицировали соглашение между церковью и государством, однако оно не имело ожидаемого эффекта. Оттона обвинили в защите греческих крестьян. В действительности многие из священников были в прошлом крепостными, получив духовный статус от греческих святителей. Последние желали таким образом снять тяжелое бремя курве, которым франки облагали местное население.
Папа Римский Гонорий III отлучил Оттона от церкви и наложил арест на его владения. Такая же участь постигла и Жоффруа де Виллардуэна. В 1223 году Отон заключил договор с папой, по которому вернул церковные земли и должен был платить ежегодную плату церкви. Квота была также возложена на священников, пропорционально численности населения общины.
Совместно с Жоффруа Оттон начал серию военных авантюр в целях укрепления материковой Греции. Вместе они присоединили Акрокоринф (1209), Аргос (1210), а также Навплион (1211). По возвращении Альбертино и Роландино Каносса на родину, их имения в Фивах были разделены между Жоффруа и Оттоном. Сам город Фивы благодаря своей шелковой промышленности стал столицей Оттона и экономическим центром его владений. Оттон отстроил оборонительные башни (были разрушены в конце XIX века) над Пропилеях. Теперь Афины становятся резиденцией Оттона. Там он жил в своем замке на вершине Акрополя.
В 1225 году он передал управление Герцогством Афинским своему племяннику Ги I де ла Рошу и вернулся с женой домой в Бургундию. Оттон умер до 1234 года, так как в том же году другой его сын, Оттон II де Ре, назвал себя «сыном бывшего синьора Оттона, герцога Афинского» (filius quondam domini Ottonis, ducis Athenarum).

## Брак и дети
Жену Оттона звали Изабеллой. Она описывается в хрониках как дочь и наследница Ги, синьора Ре-сюр-Сон в графстве Бургундия. По данным Лоньона, она была дочерью Шарембо IV из графства Шампань. Изабелла родила мужу двух сыновей — Ги и Оттона. 
Оттон унаследовал Ре-сюр-Сон, а Ги — Ла Рош, в то время как герцогство Афинское перешло к племяннику Оттона, которого тоже звали Ги. Лоньон оспорил эту точку зрения, считая герцога Ги де ла Рош именно сыном Оттона.